# Kaag en Braassem
| Gemeentegrenzen Wijkgrenzen Buurtgrenzen Autosnelweg Secundaire weg Spoorweg |  |  | ██ Geselecteerde gemeente ██ Bebouwd gebied ██ Bos of park ██ Binnenwater, rivier of kanaal |

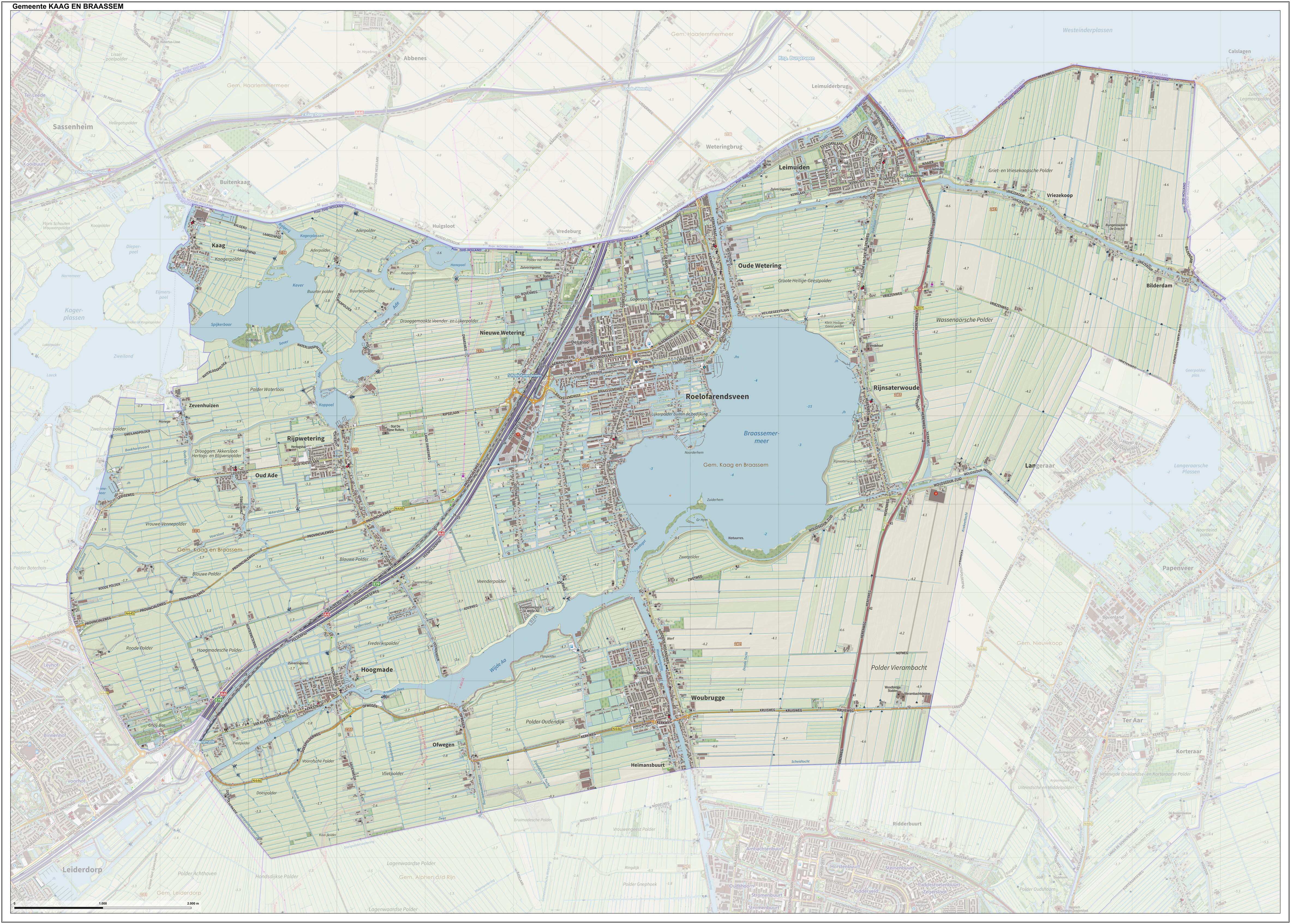
Topografische gemeentekaart van Kaag en Braassem, juni 2023

Kaag en Braassem en omgeving

Kaag en Braassem is een gemeente in de Nederlandse provincie Zuid-Holland, die op 1 januari 2009 is ontstaan door samenvoeging van de gemeenten Alkemade en Jacobswoude.

## Geografie
Kaag en Braassem bestaat uit tien dorpen: Hoogmade, Kaag, Leimuiden, Nieuwe Wetering, Oud Ade, Oude Wetering, Rijnsaterwoude, Rijpwetering, Roelofarendsveen en Woubrugge en vier buurtschappen: Bilderdam, Ofwegen, Vriezekoop en Zevenhuizen. De gemeente heeft per 1 januari 2024 een inwoneraantal van 29.167 (bron: CBS).
| Woonplaats (BAG) | Inwoners 2023 |
| ---------------- | ------------- |
| Hoogmade         | 1.730         |
| Kaag             | 420           |
| Leimuiden (*)    | 4.605         |
| Nieuwe Wetering  | 670           |
| Oud Ade          | 755           |
| Oude Wetering    | 3.865         |
| Rijnsaterwoude   | 1.245         |
| Rijpwetering     | 1.645         |
| Roelofarendsveen | 9.900         |
| Woubrugge        | 3.735         |

* Het deel van Bilderdam dat binnen Kaag en Braassem ligt, valt onder Leimuiden. 
Op het grondgebied van de gemeente bevindt zich veel glastuinbouw. Er zijn 13 poldermolens, waaronder een uit 1632. Watersportrecreatie is belangrijk voor de gemeente, die zowel de Kagerplassen als het Braassemermeer binnen haar grenzen heeft.
Enkele kenmerkende gebouwen zijn de Watertoren van Roelofarendsveen, het Ringvaartaquaduct over de A4 (het oudste aquaduct van Nederland, gelegen op de grens tussen de provincies Zuid-Holland en Noord-Holland) en de twee twaalfhoekige molens (12-kante stenen grondzeilers) in Rijpwetering.

### Aangrenzende gemeenten
| Aangrenzende gemeenten | Aangrenzende gemeenten | Aangrenzende gemeenten | Aangrenzende gemeenten | Aangrenzende gemeenten |
| ---------------------- | ---------------------- | ---------------------- | ---------------------- | ---------------------- |
| Haarlemmermeer (NH)    |                        | Aalsmeer (NH)          |                        | Uithoorn (NH)          |
|                        |                        |                        |                        |                        |
| Teylingen              | Nieuwkoop              |                        |                        |                        |
|                        |                        |                        |                        |                        |
| Leiderdorp             |                        | Alphen aan den Rijn    |                        | Alphen aan den Rijn    |

## Cultuur
In Kaag en Braassem zijn verschillende sociëteiten en kunstenaarsverenigingen gevestigd. Van oudsher wordt er veel muziek gemaakt in Kaag en Braassem en diverse popgroepen zoals Kopna Kopna, Kitty Contana en Rene SG komen uit deze regio. Naast muziek worden ook andere kunstvormen in Kaag en Braassem bedreven. Zo zijn er enkele toneelverenigingen, zoals het professionele theatergezelschap De Veenfabriek, en zijn er schilder- en tekenverenigingen.

### Monumenten
In de gemeente zijn er een aantal rijksmonumenten, gemeentelijke monumenten en oorlogsmonumenten, zie:
- Lijst van rijksmonumenten in Kaag en Braassem
- Lijst van gemeentelijke monumenten in Kaag en Braassem
- Lijst van oorlogsmonumenten in Kaag en Braassem

### Kunst in de openbare ruimte
In de gemeente Kaag en Braassem zijn diverse beelden, sculpturen en objecten geplaatst in de openbare ruimte, zie:
- Lijst van beelden in Kaag en Braassem

## Bestuur

### Burgemeester
Het gemeentehuis van de nieuwe gemeente is het bestaande (maar vergrote) gemeentehuis van Alkemade. Bij de vorming van deze gemeente op 1 januari 2009 werd Bas Eenhoorn hiervan de waarnemend burgemeester. Van maart 2010 tot november 2021 was Marina van der Velde-Menting de burgemeester van Kaag en Braassem. Zij werd opgevolgd door Astrid Heijstee-Bolt. Op grond van de Wet gemeenschappelijke regelingen maakt Kaag en Braassem deel uit van het bestuurlijk samenwerkingsverband Holland Rijnland, samen met dertien andere gemeenten in de regio's Leiden en Duin- en Bollenstreek. 

### Zetelverdeling gemeenteraad
| Partij                      | 2014 | 2018 | 2022 |
| --------------------------- | ---- | ---- | ---- |
| PRO Kaag en Braassem        | 7    | 6    | 7    |
| Samen voor Kaag en Braassem | 5    | 6    | 4    |
| CDA                         | 4    | 4    | 4    |
| D66                         | 3    | 3    | 3    |
| VVD                         | 2    | 2    | 3    |
| Totaal                      | 21   | 21   | 21   |

Alle partijen, behalve D66, vormden in 2014-2018 samen een coalitie.
Na het aftreden van de SVKB wethouder, Harry van Schoten, kreeg D66 alsnog een wethouder in de persoon van Herman Haarman. SVKB en D66 mochten beide een kandidaat leveren. De D66 kandidaat werd unaniem gekozen door de andere partijen.
Na de verkiezingen van 2018 was er een college met 4 wethouders namens de gemeenteraad bestaande uit Floris Schoonderwoerd (PvdA/PRO), Petra van der Wereld (SvkB) Yvonne Peters (VVD) en Inge van der Meer (D66) op basis van de samenwerkingsagenda "Maak Meedoen Mogelijk". Het CDA besloot tijdens de formatie om geen kandidaat wethouder te leveren en hebben daarom geen wethouder in het college. Floris Schoonderwoerd nam voortijdig ontslag om afdelingsmanager Sociaal Domein te worden in de buurgemeente Nieuwkoop.
Na de verkiezingen in 2022 werd op 22 juni het nieuwe college geïnstalleerd. Zij werken samen op basis van het raadsakkoord 'Samen bouwen aan de toekomst van onze dorpen'. Het college bestaat uit:
- Nick van Egmond (D66)
- Dolf Kistemaker (PRO)
- Gerben van Duin (PRO)
- Yvonne Peters (VVD)

CDA raadslid Thijs Mooren stapte in augustus 2022 uit de fractie uit onbegrip over het stikstofbeleid van zijn partij en partijeider Hoekstra in het bijzonder. Hij ging als eenmansfractie verder onder de naam Mooi Kaag en Braassem.

## Bekende muziekgroepen
- Kitty Contana - popgroep uit Roelofarendsveen
- Klavan Gadjé - gipsyband uit Roelofarendsveen
- Kopna Kopna - popgroep uit Roelofarendsveen
- Eckhardt - pseudoniem van Rik Elstgeest, singer-songwriter uit Roelofarendsveen
- Mavileo - Drumfanfare uit Leimuiden
- Bassta - coverband uit roelofarendsveen

## Bekende (voormalige) inwoners

### Acteurs
- Joop Doderer (1921-2005), acteur, vooral bekend als Swiebertje, woonde in Kaagdorp en Roelofarendsveen
- André van Duin (1947), revueartiest, komiek, zanger, acteur, tekstschrijver, programmamaker, goochelaar en televisiepresentator, woonde in Rijnsaterwoude
- Lou Geels (1908-1979), acteur, bekend als Bromsnor uit Swiebertje
- Manfred de Graaf (1939-2018), acteur, onder andere van Zeg 'ns Aaa
- Bobbie Koek (1985), actrice, onder andere te zien in Kinderen geen bezwaar
- Marike Koek (1953), actrice
- Wil van der Meer (1961), acteur, onder andere van Filmpje!
- Ilana Rooderkerk (1987), soapactrice en politica, bekend als Esmée Klein uit Onderweg naar Morgen, uit Roelofarendsveen. Op dit moment is zij gemeenteraadslid/Fractievoorzitter voor D66 in Amsterdam.

### Entertainers
- Peter Schilperoort (1919-1990), jazzmusicus en leider van de Dutch Swing College Band
- Bart Spring in 't Veld (1976), winnaar eerste Big Brother, uit Roelofarendsveen

### Kunstenaars
- Willem van den Hout (1915-1985), publicist en schrijver, vooral bekend van de Bob Evers-serie onder de naam Willy van der Heide
- Alex Turk (1975), striptekenaar van o.a. Mevrouw de Heks (Metro), uit Roelofarendsveen
- Marinus Heijnes (1888-1963), kunstschilder, woonde en werkte van 1915 tot 1963 aan de Julianalaan in Kaagdorp.

### Predikant
- Alexander Comrie (1706-1774), Schots-Nederlands predikant en theoloog, was 38 jaar predikant in Woubrugge

### Schrijvers
- Kirsten Verdel (1978), politica en schrijfster

### Sporters
- Henk Angenent (1967), elfstedentochtwinnaar uit Woubrugge
- Michael Buskermolen (1972), voetballer
- Lisette van der Geest (1983), langebaanschaatsster uit Oud Ade
- Joan Haanappel (1940), voormalig kunstschaatsster en -sportverslaggeefster, gewoond in Leimuiden
- Femke Heemskerk (1987), zwemster
- Margot Boer (1985), langebaanschaatsster uit Woubrugge
- Claudia van den Heiligenberg (1985), voetbalster
- Lars Hoogenboom (1978), marathonschaatser
- Bob de Jong (1976), langebaanschaatser uit Leimuiden
- Renz Rotteveel (1989), langebaanschaatser
- Sanne van der Star (1986), langebaanschaatsster
- Mark Tuitert (1980), ex-langebaanschaatser wonend in Hoogmade
- Monique Velzeboer (1969), shorttrackschaatsster en fotograaf uit Oud Ade
- Kai Verbij (1994), langebaanschaatser uit Hoogmade
- Joop Zoetemelk (1946), wielrenner, winnaar Tour de France 1980
- Thijmen Goppel (1997), voetballer bij ADO Den Haag

### Politici
- Hans Vijlbrief (1963), staatssecretaris van Financiën in het kabinet-Rutte III en staatssecretaris voor Mijnbouw in Rutte IV. Partij: D66. Hij woont in Woubrugge.

## Foto's

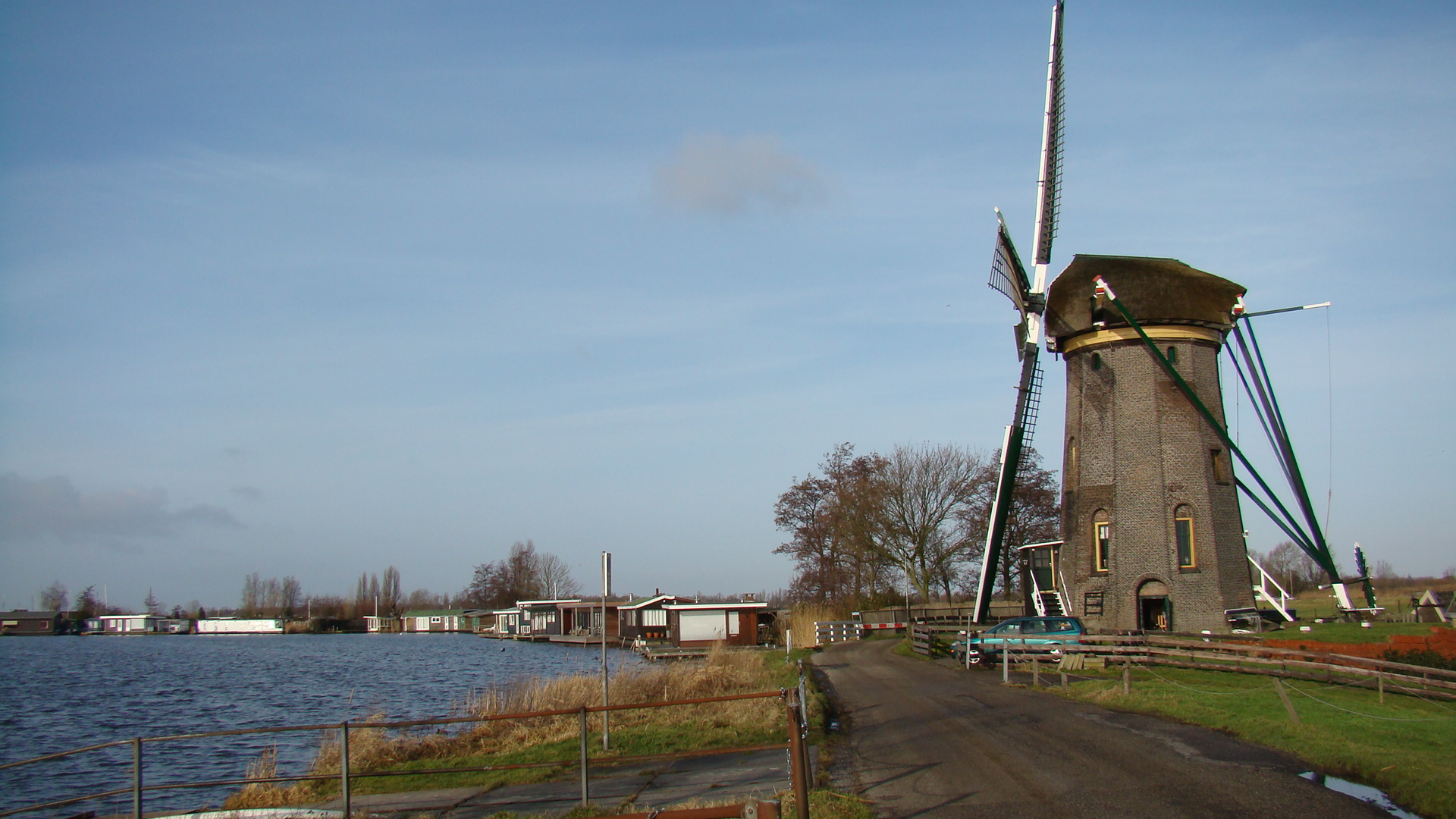
Molen in Rijpwetering
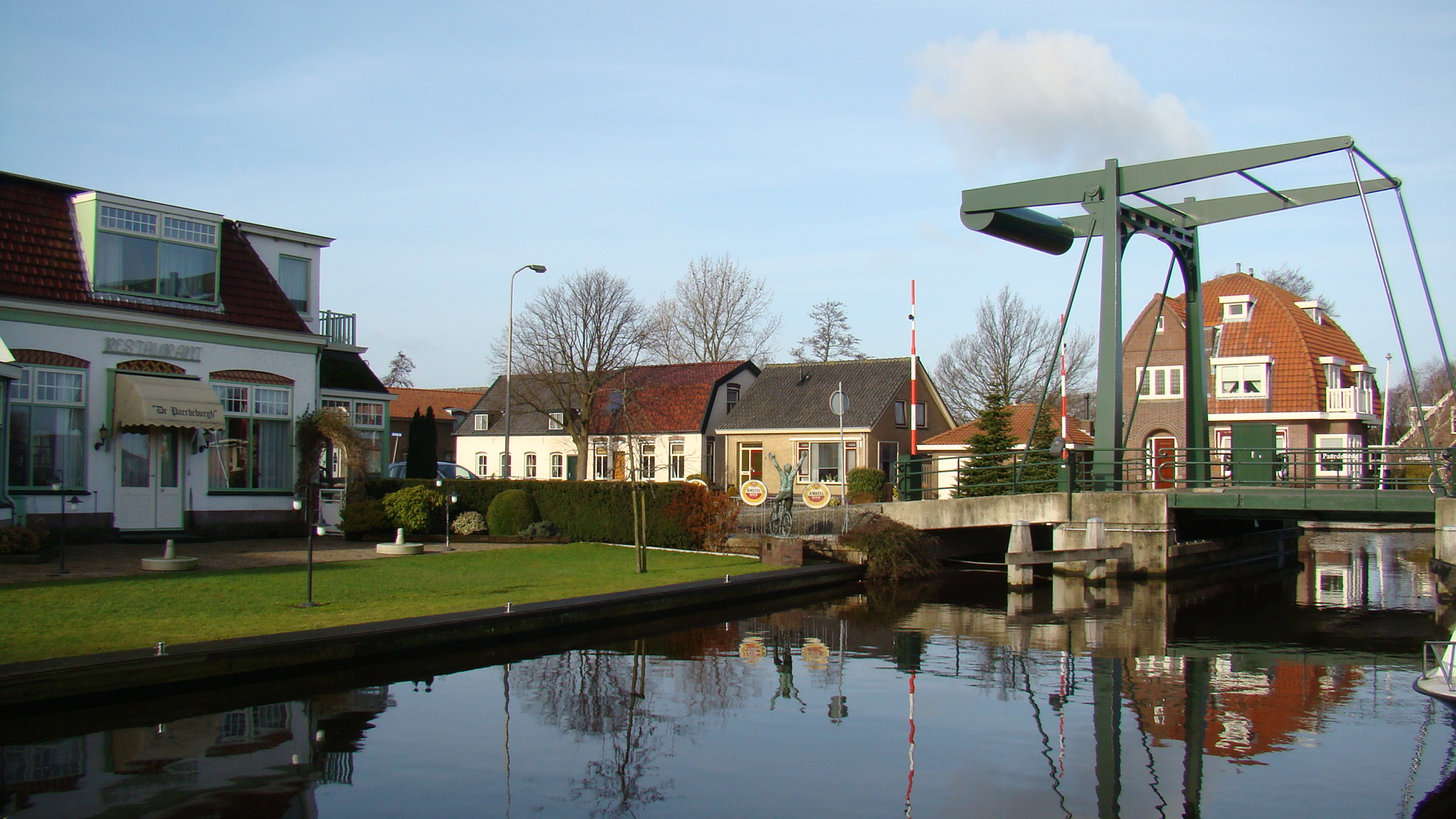
Dorpsgezicht Rijpwetering
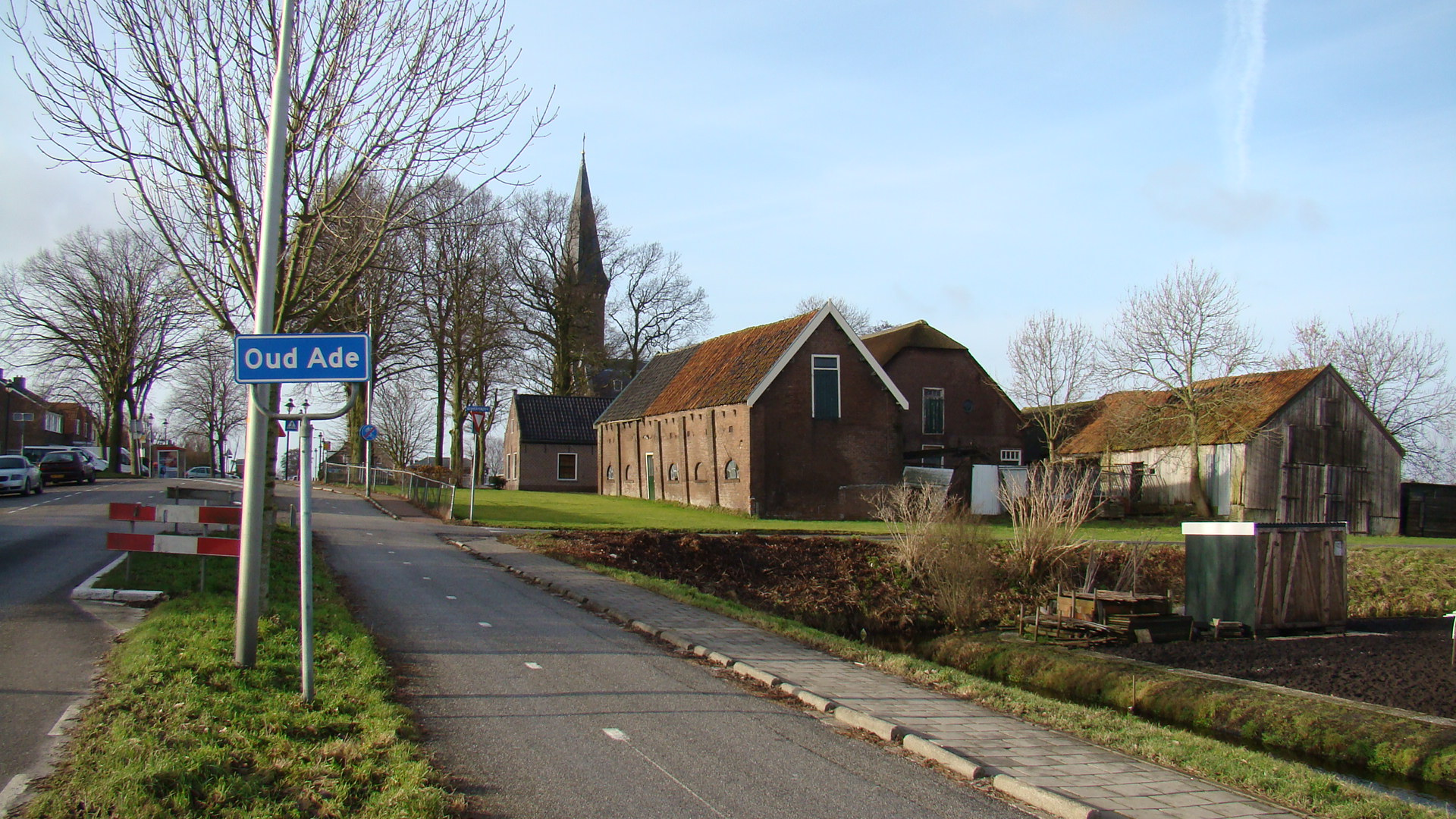
Aanzicht Oud Ade
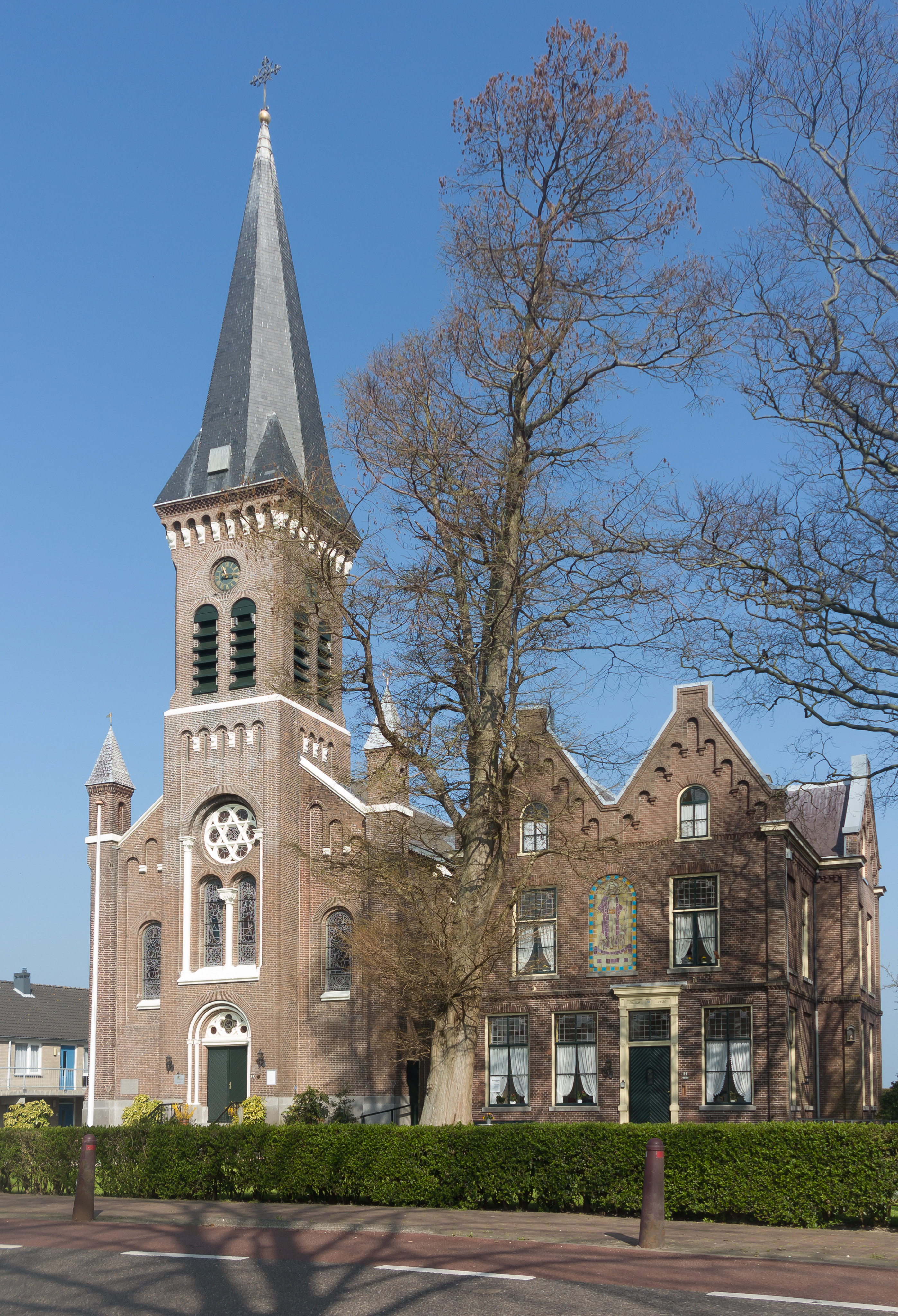
Oude Ade, RK-kerk en pastorie
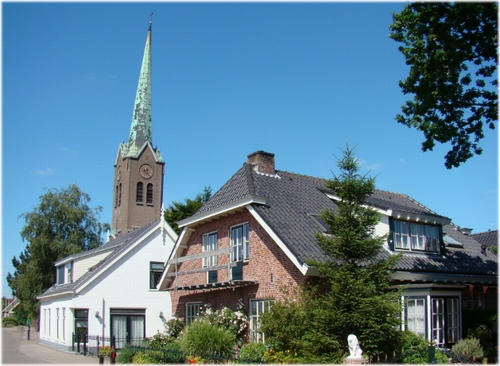
Dorpsgezicht Hoogmade
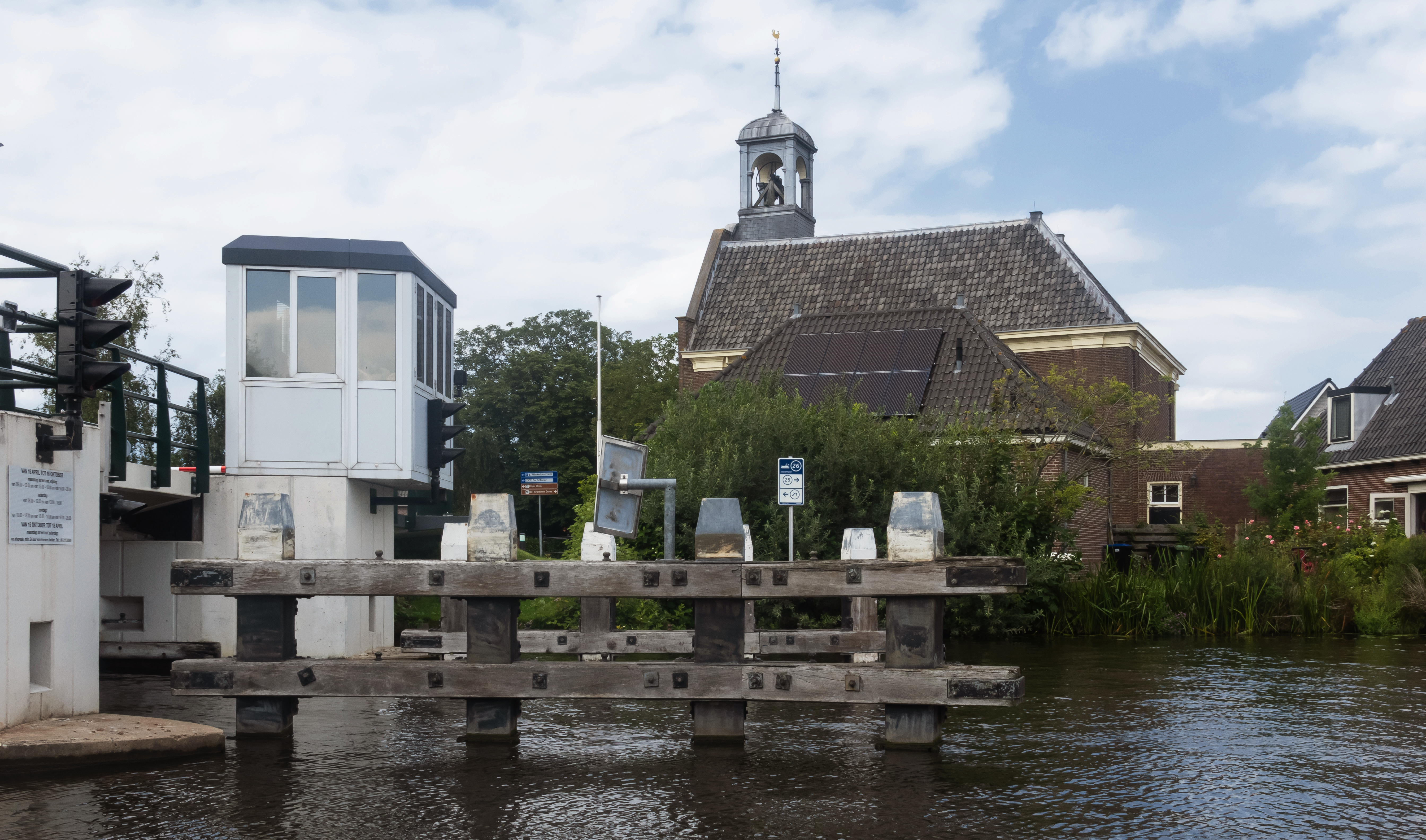
Hoogmade, brugdeel over de Kromme Does

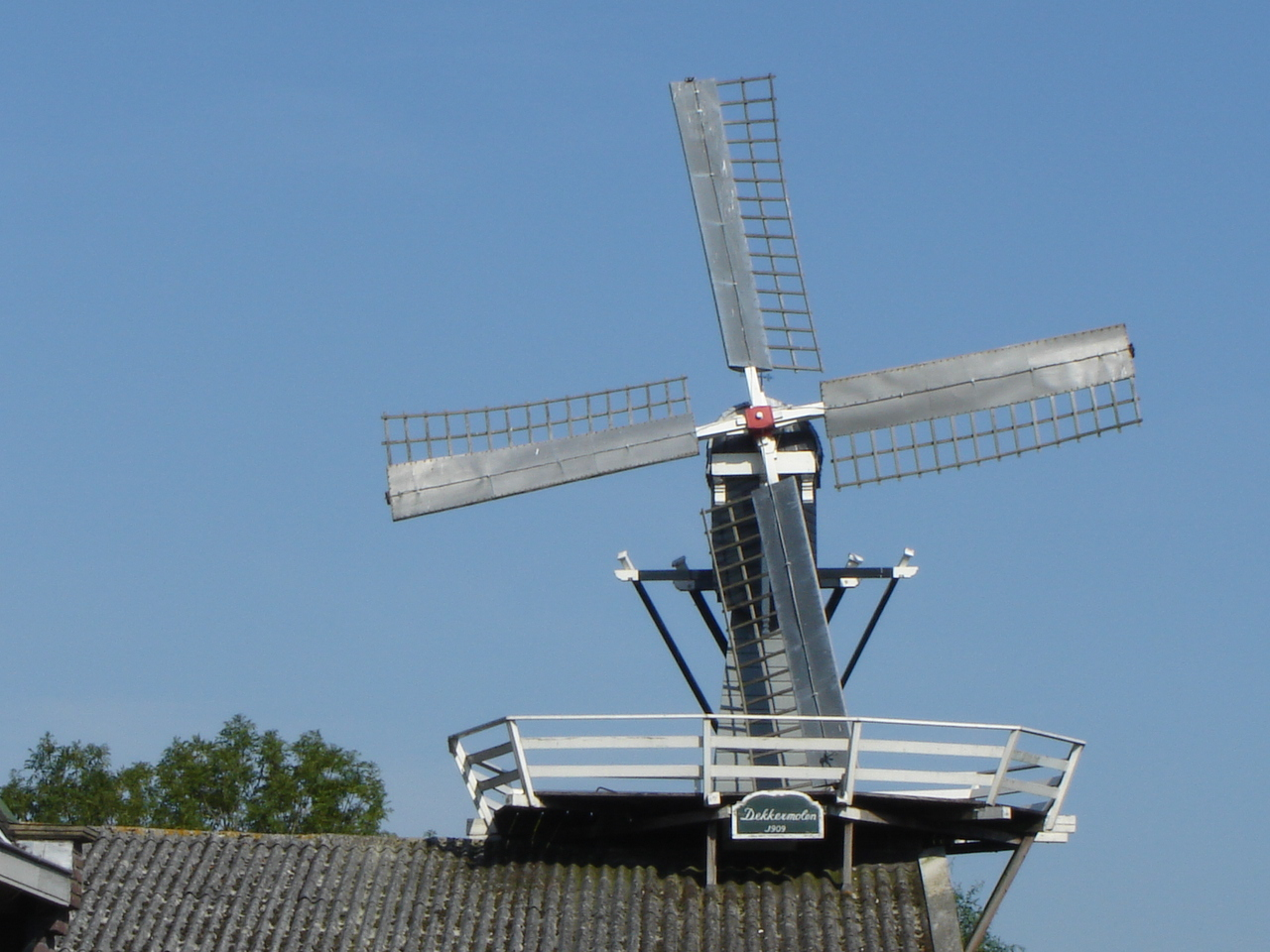
Dekkermolentje Rijnsaterwoude
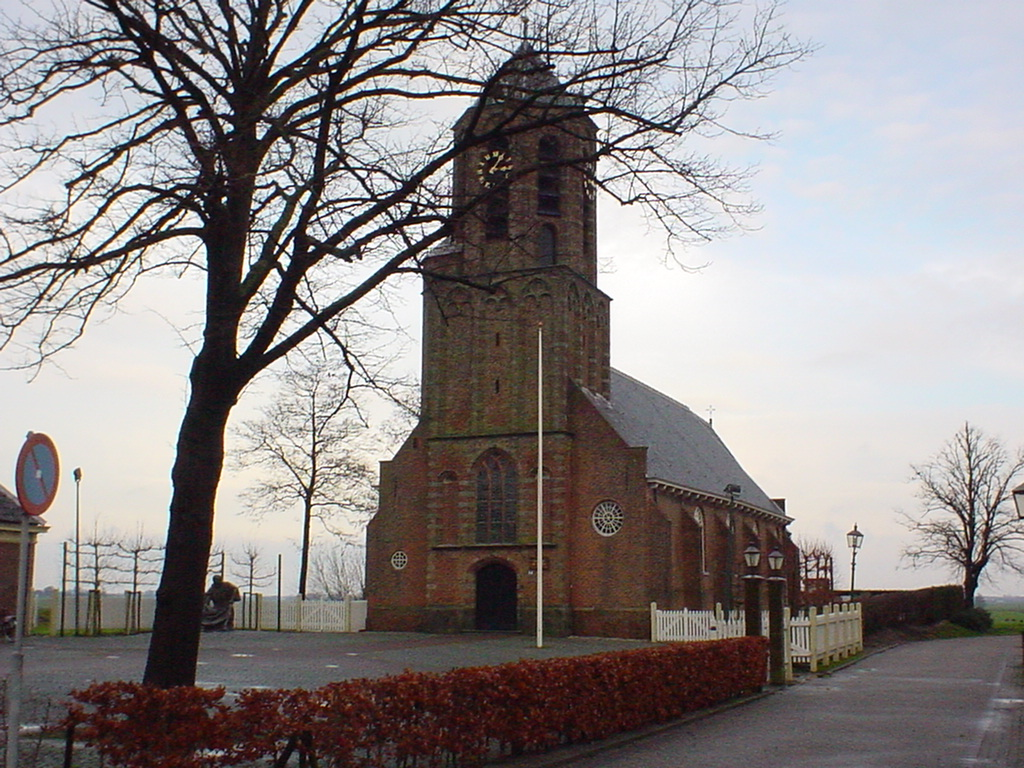
Woudse Dom Rijnsaterwoude
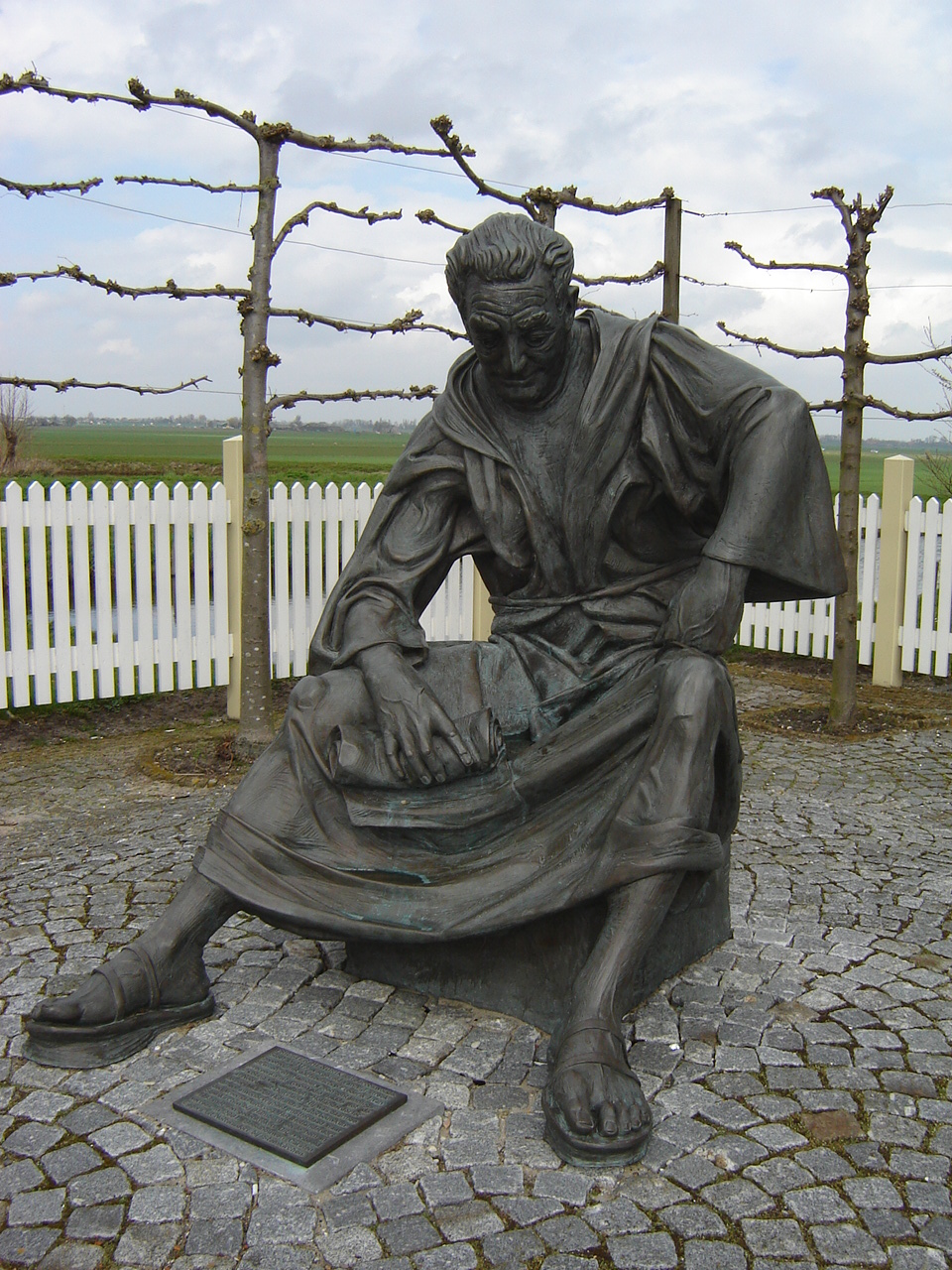
'Priester Hendrik' Rijnsaterwoude
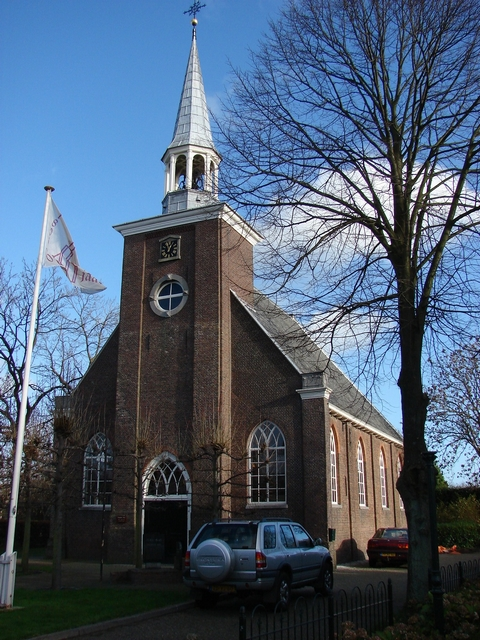
Kerk in Leimuiden
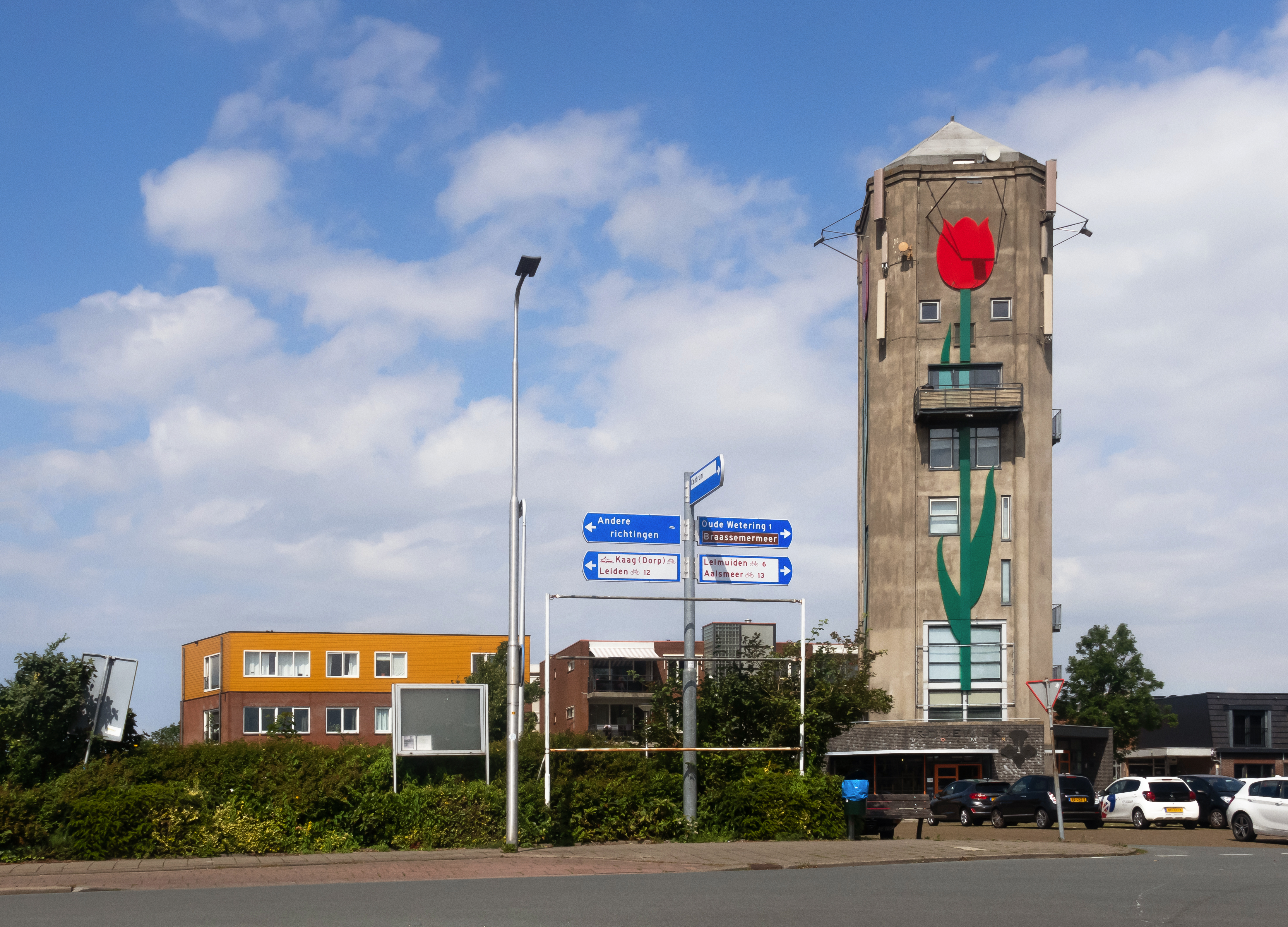
Roelofsarendsveen, watertoren
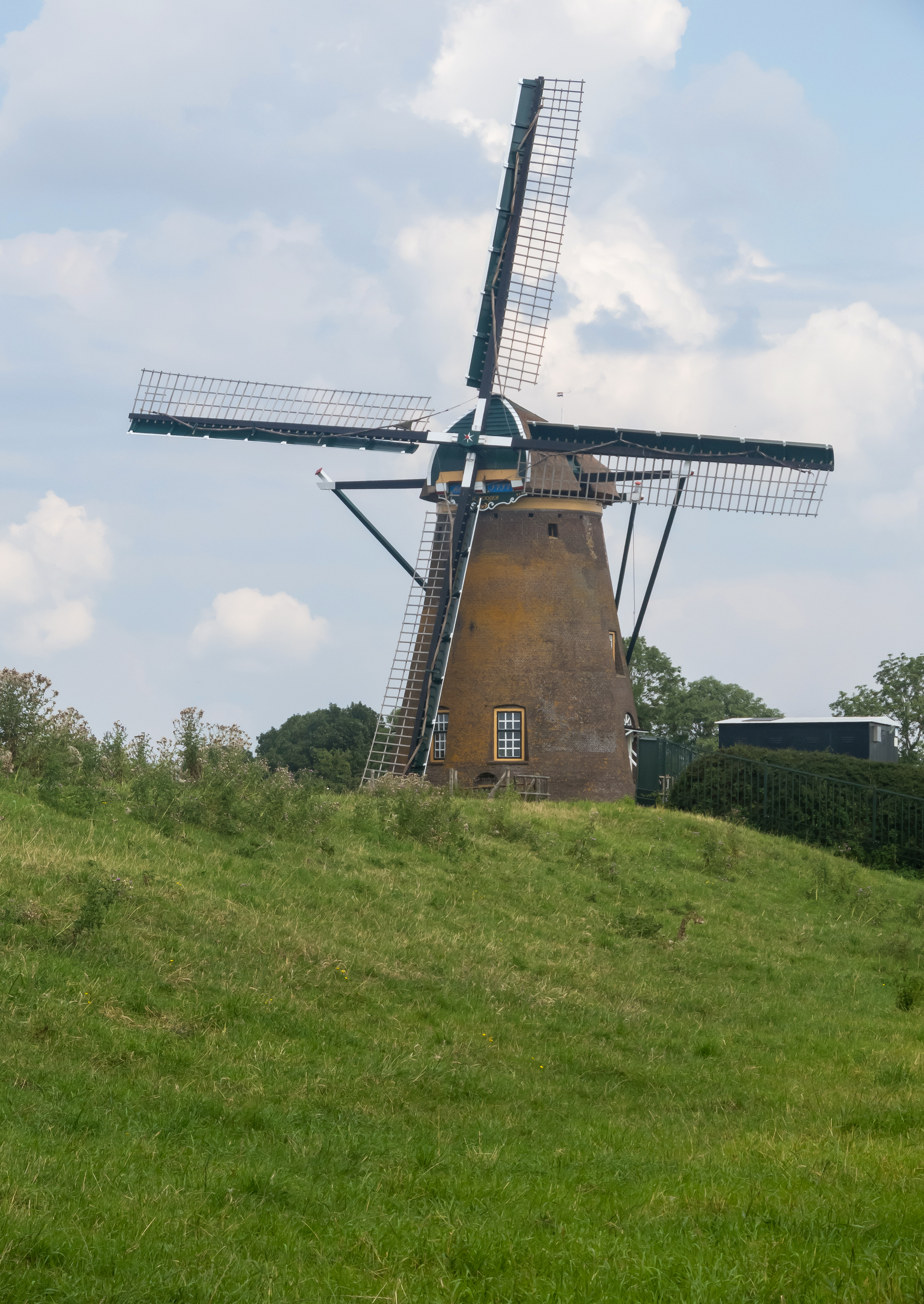
Roelofarendsveen, Googermolen

## Voetnoten
1. ↑  Tabel: Bevolking; maandcijfers per gemeente en overige regionale indelingen, 1 januari 2023, Centraal Bureau voor de Statistiek, Voorburg/Heerlen
2. ↑  Nieuwkomer D66 als enige partij in oppositie in Kaag en Braassem. Gearchiveerd op 5-7-2014. Geraadpleegd op 12-8-2023.
3. ↑  Nieuwe wethoudersploeg Kaag en Braassem geïnstalleerd. Leidsch Dagblad. Gearchiveerd op 1 november 2022. Geraadpleegd op 1 november 2022.
4. ↑  Raadsakkoord vastgesteld. www.kaagenbraassem.nl. Gearchiveerd op 1 november 2022. Geraadpleegd op 1 november 2022.
5. ↑  Van Opstal, Harrie, "Thijs Mooren stapt uit fractie CDA en gaat solo verder: ‘Landelijk spelen ze Russische roulette’", AD, 30 augustus 2022. Gearchiveerd op 1 november 2022. Geraadpleegd op 1 november 2022.

- MusicBrainz: 0ccc7d83-394d-43f7-92d2-60f8ef83a041
- Virtual International Authority File: 132645153

Dorpen: Hoogmade · Kaag · Leimuiden · Nieuwe Wetering · Oud Ade · Oude Wetering · Rijnsaterwoude · Rijpwetering · Roelofarendsveen · Woubrugge

Buurtschappen: Bilderdam · Ofwegen · Vriezekoop · Zevenhuizen

Zuid-Holland: Steden en dorpen      Nederland: Provincies · Gemeenten
Alblasserdam · Albrandswaard · Alphen aan den Rijn · Barendrecht · Bodegraven-Reeuwijk · Capelle aan den IJssel · Delft · Den Haag · Dordrecht · Goeree-Overflakkee · Gorinchem · Gouda · Hardinxveld-Giessendam · Hendrik-Ido-Ambacht · Hillegom · Hoeksche Waard · Kaag en Braassem · Katwijk · Krimpen aan den IJssel · Krimpenerwaard · Lansingerland · Leiden · Leiderdorp · Leidschendam-Voorburg · Lisse · Maassluis · Midden-Delfland · Molenlanden · Nieuwkoop · Nissewaard · Noordwijk · Oegstgeest · Papendrecht · Pijnacker-Nootdorp · Ridderkerk · Rijswijk · Rotterdam · Schiedam · Sliedrecht · Teylingen · Vlaardingen · Voorne aan Zee · Voorschoten · Waddinxveen · Wassenaar · Westland · Zoetermeer · Zoeterwoude · Zuidplas · Zwijndrecht

Steden en dorpen · Voormalige gemeenten · Nederland: Provincies · Gemeenten